# 海克·菲舍尔
海克·菲舍尔（德語：Heike Fischer，1982年9月7日—）出生于莱比锡，德国跳水运动员。
在雅典奥运会中菲舍尔参加了个人3米板的比赛，仅获得第31名。四年后的北京奥运会上，她在女子双人3米板的比赛中与迪特·科齐安搭档，夺得铜牌。
在世界锦标赛中，菲舍尔获得的最佳成绩是2007年澳大利亚墨尔本世锦赛双人3米跳板的亚军以及2005年加拿大蒙特利尔世锦赛的1米板季军。